# Forêts transitionnelles de l'Est
Localisation
Les forêts orientales transitionnelles sont une écorégion terrestre nord-américaine du type Forêts tempérées d'arbres à feuilles caduques du World Wildlife Fund.

## Répartition

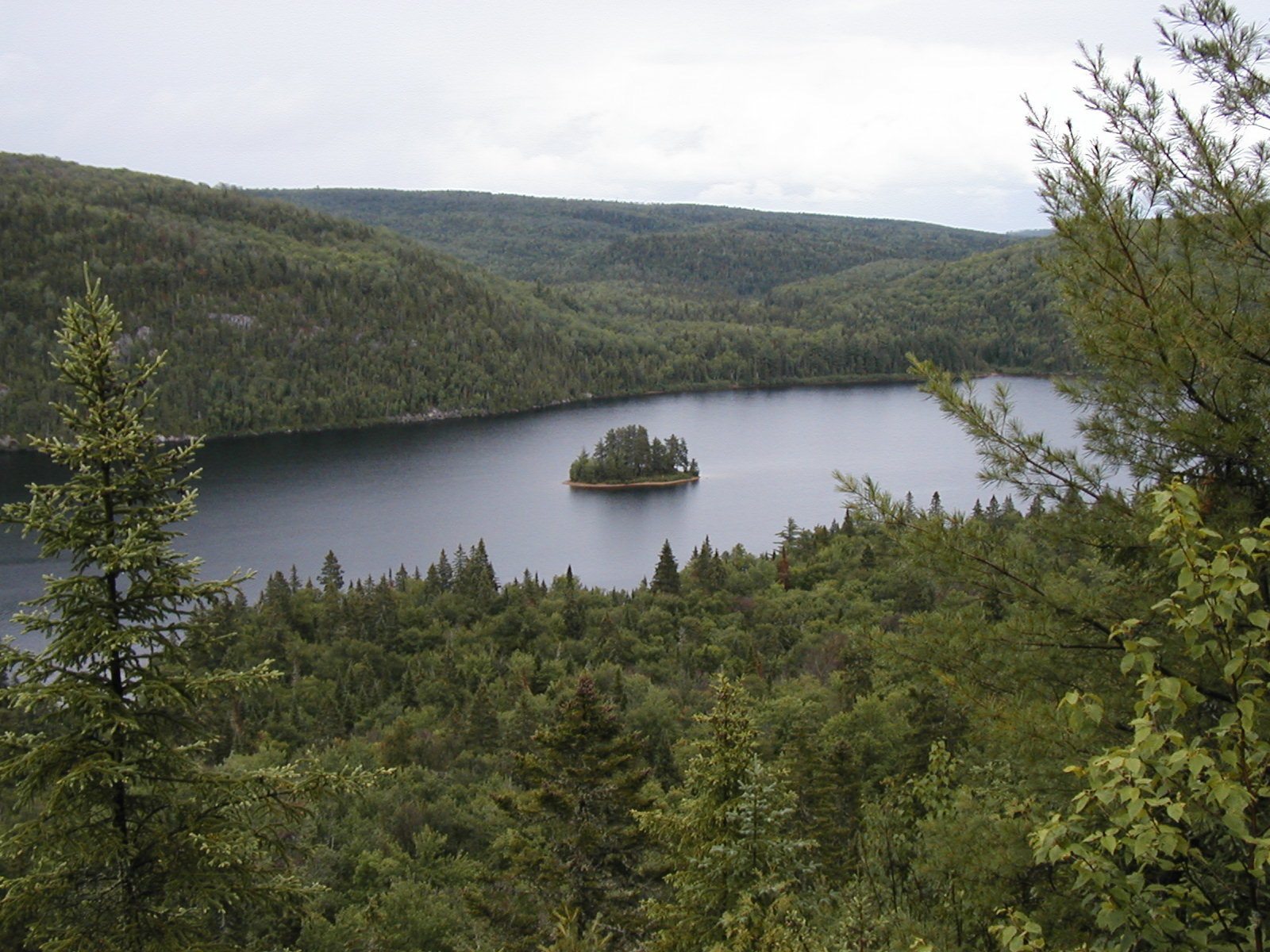
Île aux pins, parc national de la Mauricie.

Les forêts orientales transitionnelles recouvrent la majeure partie du sud du bouclier canadien de l'Ontario et du Québec.  Le bouclier en marque aussi la limite sud à l'exception d'une partie disjointe située dans la région des Adirondacks dans l'État de New York.

## Climat
Le climat est humide et froid. La température moyenne annuelle varie entre 1,5 °C et 3,5 °C ou un peu plus chaud plus au sud. La température estivale moyenne est d'environ 15 °C. La température hivernale moyenne varie entre −8,5 °C et −11 °C.
Annuellement, les précipitations se situent aux environs de 800 à 1 000 mm, mais elles excèdent ces niveaux le long des rives du Lac Supérieur et de la Baie Georgienne ainsi qu'entre la ville de Québec et le Fjord du Saguenay.
En général, les étés de cette écorégion sont chauds et les hivers sont froids et neigeux.

## Caractéristiques biologiques
Bien que cette écorégion constitue une zone de transition entre les forêts conifériennes au nord et les forêts feuillues au sud, elle possède néanmoins des caractéristiques qui lui sont propres. On retrouve l'Épinette blanche, le Sapin baumier, le Peuplier faux-tremble, le Bouleau blanc et le Bouleau jaune dans toute la région. Le Pin rouge, le Pin blanc et le Pin gris abondent dans les zones plus sèches du nord-ouest. L'Érable à sucre, la Pruche du Canada et le Hêtre d'Amérique sont fréquents au sud. Sur les sols mal drainés, on retrouve le Thuya d'Occident, le Mélèze laricin, l'Épinette noire, l'Érable rouge et le Frêne noir. Les peuplements de Pin rouge et de Pin blanc les plus étendus et les plus anciens se trouvent dans cette écorégion.
L'Orignal, le Lynx du Canada, l'Ours noir, le Coyote et le Cerf de Virginie se reproduisent dans les forêts orientales transitionnelles. Cette écorégion abrite aussi les populations les plus méridionales du Loup. Quelques observations de Puma ont également été rapportées.

## Conservation
On estime qu'environ 10 % de cette écorégion est encore intacte. L'habitat est en général très fragmenté par les coupes forestières, l'agriculture et l'urbanisation. L'augmentation des activités minières et du tourisme représente aussi des menaces pour les forêts orientales transitionnelles.